# Tu'i Kanokupolu
Los Tu'i Kanokupolu (jefes Kanokupoku en tongano)  han sido a lo largo de la historia una dinastía de altos funcionarios relacionado directamente con la figura real de Tonga. Han sido tradicionalmente un rango inferior al de los Ha'a Tu'i (linaje real) aunque desde 1845 con el ascenso al trono de Jorge Tupou I, XIX Tu'i Kanokupolu, este título ha estado ocupado por los reyes de Tonga y sus sucesores.

## Terminología
El término de Ha'a Tu'i Kanokupolu hace referencia a los Kau Halalalo: de la unión de Kauhala "lado del camino" y lalo significa "inferior", traduciéndose como "la gente de los caminos bajos". El término Kau Halalalo diferencia a los Ha'a Tu'i Kanokupolu de los Ha'a Tu'i Tonga por ser estos segundos los miembros más antiguos y sagrados de la línea sucesoria al trono. En contraste con los Kau Halalalo, los Ha'a Tu'i Tonga son los Kau Hala'uta, es decir, los del "gentes de los caminos interiores". En Mu'a Tongatapu, la antigua capital de Tonga y residencia tradicional de los Ha'a Tu'i Tonga, éstos vivían en el lado interior más alto del camino, mientras que los Ha'a Tu'i Kanokupolu vivían en el lado inferior del camino hacia la costa. Esto generó que asentamientos como el de Mu'a Tongatapu se expandieran a lo largo del lado inferior del camino de la costa. Durante las ceremonias Inasi se traían ofrendas de los distintos cacicazgos (actuales distritos) del imperio de Tonga a los Ha'a Tu'i Tonga. Los Ha'a Tu'i Kanokupolu llegaban en canoas instalándose a lo largo de la playa. Después de presentar sus tributos (frecuentemente frutas), los Ha'a Tu'i Kanokupolu regresarían a sus cacicazgos.
Tupou es el título dado al Tu'i Kanokupolu. La categoría de Ha'a Tu'i Kanokupolu se originó en tiempos de Mo'unga'otonga, VI Tu'i Ha'a Takalaua.

## TitularesKanokupolu
- Ngata, I Tu'i Kanokupolu. Era el hijo menor de Mo'unga'otonga y Tohu'ia, una mujer samoana de Upolu, hija del jefe guerrero samoano Ama de Safata. Ngata fue enviado al distrito de Hihifo, en Tongatapu, la parte occidental del imperio tongano, para gobernar el distrito en nombre de los Ha'a Tu'i , Tu'i Tonga y Tu'i Ha'a Takalaua. [1] Ngata fue escoltado por su tío Nuku y su primo Niukapu (representados estos eventos en el Ulutolu). La proeza de Ngata también contó con el apoyo de la familia de su madre, los Fale Ha'akili ('Casa de Ha'akili'). En todo el imperio, los Fale Ha'akili fueron los principales apoyos del Tu'i Kanokupolu.

Contrajo matrimonio Va'etapu y Kaufo'ou, hijas de Ahome'e, un jefe de Ha'avakatolo, del distrito de Hihifo. Sus hjios formaron el primer cacicazgo de Tu'i Kanokupolu con residencia en Hihifo. El cacicazgo de la Ha'a Ngata se dividió en Ha'a Ngata Motu'a (antiguo Ha'a Ngata) y Ha'a Ngata Tupu. Le sucedió su hijo. 
Jefes del clan Ha'a Havea Lahi
- 'Ahio ('ulu)
- Kapukava
- Ata
- Ve'ehala
- Vaha'i
- Afu
- 'Ahome'e
- Hafoka

- Atamata'ila, II Tu'i Kanokupolu. Era hijo de Ngata y Kaufo'ou de Hihifo. Reforzó la fiscalidad del gobierno de Hihifo.

Contrajo matrimonio con Tokilupe,  hija de Tu'i Ha'atu'unga y sobrina de Tu'i Ha'amea, capitalizó el Imperio de Tonga. La hija de Atamata'ila'a, Palula, fue enviada como esposa del octavo rey de Tonga, Vaea Tangitau. Le sucedió su hijo
- Mataeletu'apiko, III Tu'i Kanokupolu. Fue hijo de Atamata'ila y Tokilupe.

Contrajo nupcias con: 
- Papaha'amea, hija de Tu'i Ha'amea, jefe del Imperio de Tonga. Le sucedió su hijo Mataeleha'amea.
- Fatafehi, hija del 31.º Tu'i Tonga, Kau'ulufonuafekai
- Tu'imala, hija del Tu'i Tonga, Fefine, del clan Tamahā.

Los hijos de Mataeletu'apiko formaron el segundo clan de los Tu'i Kanokupolu, el Ha'a Havea. Éstos se dividieron en Ha'a Havea Lahi (el clan Havea más antiguo del centro de Tonga) y los Ha'a Havea Si'i  (el clan Havea más reciente de las islas Vava'u ).
Jefes del clan Ha'a Havea Si'i
- Ma'afu ('ulu)
- Lavaca
- Fielakepa
- fohe
- Tu'ivakanō
- Vaea
- Lasike (hijo de su hermana)
- Mohulamu Momotu 

Jefes del clan Ha'a Ngata Tupu
- Ika
- Tu'ihalamaka
- Maka
- Fale'osi
- Lapota 

El papel principal de los Ha'a Tu'i Kanokupolu fue el de asumir la responsabilidad de que todos los altos Ha'a Tu'i tuvieran para ellos un funeral o boda real dignos.
- Mataeleha'amea, IV Tu'i Kanokupolu. Fue el hijo mayor de Mateletu'apiko y Papaha'amea, hija de Tu'i Ha'amea. Mataeleha'amea inició una campaña con su suegro, el VIII Tu'i Ha'atakalaua Vaea, para establecer el control de Tu'i Kanokupolu en el centro del Imperio Tongano, quienes estaban comenzaron a tener cada vez más poder sobre los Tu'i Ha'a Takalaua. La hija de Tu'i Kanokupolu se convirtió en la Moheofo (título de esposa principal) de Tu'i Tonga. El Ha'a Tu'i Kanokupolu pasó a ser conocido como Ha'amoheofo (de la unión de Ha'a "clan" y mohefo "esposa principal". El hijo de Mataeleha'amea, Tuituiohu, formó el clan Ha'a Ngata Tupu en Vava'u. Este clan se volvió poderoso en tiempos del hijo de Tuituiohu 'Finau 'Ulukalala I, gobernante de Vava'u y Ha'apai. Le sucedió su hermano Vuna Tu'i oe Tau.

Contrajo matrimonio con Papa Ha'amea.
Jefes del clan Ha'a Ngata Tupu
- 'Ulukalala ('ulu)
- Tu'i'oemoana
- Kapetaúa
- Mapakaitolo
- Faka'iloatonga 

- Vuna Tu'i oe Tau, V Tu'i Kanokupolu. Fue el segundo hijo de Mataeletu'apiko. Tras perder el apoyo del Ha'a Tu’i Kanokupolu se fue a Vava'u para establecer su propio cacicazgo. Vuna Tu'i oe Tau también fue desafiado por su sobrino Tuituiohu 'Ulukalala I. Le sucedió su sobrino.

- Ma'afu'o Tu'i Tonga, VI Tu'i Kanokupolu. Fue el hijo mayor de Mataeleha'amea y Papa Ha'amea. Los hijos de Ma'afu 'o Tu'i Tonga formaron el clan Ha'a Ma'afu, donde se incluyen a los descendientes de los Tu'i Kanokopolu que no pertenecían a ningún otro clan y a los actuales príncipes de la casa real. Esta comunidad vivió en Kolomotu'a hasta que se trasladó a Kolofo'ou.

Sus hijos fueron Topoulahi y Mumui. Le sucedió su primer hijo.
- Tupoulahi, VII Tu'i Kanokupolu. Construyó un fuerte en Nuku'alofa. Más tarde renunció al título de Tu'i Kanokupolu debido a la falta de apoyo de otros clanes Tu'i Kanokupolu. Le sucedió su hermano.

- Maealiuaki, VIII Tu'i Kanokupolu. Maealiuaki abdicó a una edad avanzada y se convirtió en el decimoquinto Tu'i Ha’atakalaua. Vivió en Mu'a.[3]

- Tu'i Halafatai, IX Tu'i Kanokupolu. Le sucedió su hijo.[2]

- Tupoulahisi'i, X Tu'i Kanokupolu. Contrajo matrimonio con Tu'i Tonga Paulaho.[2]

- Mulikiha'amea, XI Tu'i Kanokupolu. Era hijo de Maealiuaki. Abdicó al gobierno y, siguiendo a su padre, se convirtió en el decimonoveno Tu'i Ha’a Takalaua . En 1797, Mulikha'amea se entrevistó con el inglés Jorge Vason. Ese mismo año llegarían los misioneros de la Sociedad Misionera de Londres (LMS).[4]

- Tupou Moheofo, XII Tu'i Kanokupolu. Era hija de Tupoulahi y la mohefo de Tu'i Tonga Paulaho. Le sucedió una intriga contra su primo Tuku'aho, quien se opuso a su matrimonio acusándola de querer llevar un modelo de vida masculino. Tupou Moheofo fue derrotada por Tuku'aho, quien instaló a su propio padre en el poder, Mumui, hijo de Ma'afu 'o Tu'i Tonga, como el decimotercer Tu'i Kanokupolu. Le sucedió su tío.[4]

- Mumui, XIII Tu'i Kanokupolu. Era hijo de Ma'afu'o Tu'i Tonga. Fue nombrado Tu'i Kanokupolu cuando su hijo derrotó a su prima Tupou Moheofo.Le sucediño su hijo.[4]

- Tuku'aho, XIV Tu'i Kanokupolu. Fue un guerrero feroz y un líder respetado que había desplazado del título a su prima Tupou Moheofo. Fue elegido Tu'i Kanokupolu tras la muerte de Mumui. Los misioneros de la LMS permanecieron todos bajo la protección de Tuku'aho en Hihifo, dividiéndose en distritos. Esto proporcionó un registro útil de todos los grandes caciques de Tonga durante aquellos tiempo.[4] Murió tras ser asesinado en 1799.

- Ma'afu'o Limuloa, XV Tu'i Kanokupolu. Fue promocionado por Ha'a Havea (de la Casa de Havea) convirtiéndose en Tu'i Kanokupolu. La misma noche de su proclamación fue asesinado por los miembros del clan Ha'a Ngata (Casa de Ngata) que habían apoyado a Tuku'aho. Le sucedió un periodo de interregno.

- Tupou Malohi, XVI Tu'i Kanokupolu. Tras un largo periodo de interregno fue nombrado Tu'i Kanokupolu  en 1808, cuando los jefes dejaron de lado sus disputas para anticiparse a las ambiciones de Tupouto'a. Tupou Mālohi era débil, incapaz de resistir a los jefes en disputa, renunciando a su cargo un año después y se retiró a Ha'apai . En las crónicas oficiales Tupou Malohi mantuvo su título hasta su muerte en 1812.

- Tupouto'a, XVII Tu'i Kanokupolu. Era hijo de Tuku'aho. Los jefes lo consideraban un "extranjero" porque se autoproclamó como Tu'i Kanokupolu pero no había sido reconocido oficialmente. Los jefes no denunciaron formalmente a los Tupouto'a porque se veían envueltos en sus propias rivalidades fronterizas. Uno de los jefes más poderosos, Takai, reconoció a Tupouto'a en 1813, pero fue el único que lo hizo. Tupouto'a murió en 1820.

Contrajo matrimonio con Hoamofaleono.
- José Aleamotu'a Tupou, XVIII Tu'i Kanokupolu. Era hijo del anterior gobernador Mumui. Se convirtió en Tu'i Kanokupolu en 1826 y se instaló el 7 de diciembre de 1827 en la localidad de Pangai, Hihifo, por medio de los Ha'a Ngata y Ha'a Havea. 'Aleamotu'a se convirtió al cristianismo y fue bautizado el 18 de enero de 1830 por el padre Turner, un misionero metodista. Se casó con María Moala en una ceremonia cristiana el mismo día. Murió en 1845.

Desde este momento el título queda en manos de los reyes de Tonga.

## Dinastía Tupou
- Jorge Tāufa'āhau Tupou I, XIX Tu'i Kanokupolu. Era hijo de Tupouto'a. Antes de su muerte, José Tupou nombró dos posibles sucesores. Tāufa'āhau fue bautizado con el nombre de Jorge y accedió al trono como "Su Majestad, el Rey Jorge Tāufa'āhau Tupou I". Fue importante en su carrera la ventaja que tomó durante los años de Guerra Civil con la promulgación de las Leyes Codificadas que le sumaron el apoyo de los misioneros.

Contrajo matrimonio con Carlota Lupepau'u. Sus hijos fueron David 'Unga y Vuna Takitakimālohi. Le sucedió su biznieto.
- Jorge Tāufa'āhau Tupou II, XX Tu'i Kanokupolu. Era hijo de Jorge Tu'ipelehake y Elisa Fusipala Tauki'onetuku, ambos nietos de Jorge Tupou I.

Contrajo matrimonio con Lavinia Veiongo y 'Anaseini Takipō. Le sucedió su hija.
- Carlota Tupou III,XXI Tu'i Kanokupolu. Era hija del Jorge Tupou II.

Contrajo matrimonio con Guillermo Tungī Mailefihi. Le sucedió su hijo.
- Jorge Tāufa'āhau Tupou IV, XXII Tu'i Kanokupolu. Era hijo de la reina Carlota Tupou III y el jefe Guillermo Tungī. Como príncipe heredero era conocido como Tupouto'a y más tarde heredó el título del cacicazgo de su padre. Ascendió al trono en 1965 y conservó el título de su padre, mientras que el título de Tupouto'a pasó al Príncipe Heredero.

Contrajo matrimonio con Halaevalu Mata'aho 'Ahome'e. Le sucedió su hijo.
- Jorge Tāufa'āhau Tupou V, XXIII Tu'i Kanokupolu. Era hijo de Taufa'ahau Tupou IV. Sucedió a su padre en 2006 y reinó hasta su muerte en 2012. Le sucedió su hermano.

- Tupou VI, XXIV Tu'i Kanokupolu. Es hijo de Jorge Tupou IV.

Contrajo matrimonio con Nanasipau'u Tuku'aho.